# Gourcy
Gourcy è un dipartimento del Burkina Faso classificato come città, capoluogo della provincia  di Zondoma, facente parte della Regione del Nord.
Il dipartimento si compone del capoluogo e di altri 38 villaggi: Baszaido, Beuguemdre, Bogo, Bougounam, Danaoua, Doure, Fourma, Kasseba-Mossi, Kasseba-Samo, Kibilo, Koeneba, Kogola, Kolkom, Kontigue, Kontigue-Silmimossi, Kouba, Koudombo, Koundouba, Lago, Leleguere, Lonce, Mako, Minima, Moundian, Niessega, Pouima, Ramba, Rassogoma, Rengueba, Rom, Rombagare, Sologomnore, Tangaye, Tarba, Tomba, Touba, Zankolga e Zindiguesse.

## Amministrazione

### Gemellaggi
- Grugliasco

E mantiene rapporti di amicizia con:
- Alpignano